# Алтан, Четин
Четин Алтан (тур. Çetin Altan; 22 июня 1927, Стамбул — 22 октября 2015, Стамбул) — турецкий писатель

, журналист и левый политический деятель.

## Биография
Его отец Халит был адвокатом. Мать Нурхаят имела крымское происхождение. До семи лет будущего писателя называли именем Алтан. В 1934 году в Турции был принят закон о фамилиях, обязывающий всех, кто не имел фамилии, взять её. Родители Четина Алтана взяли фамилию Алтан, а имя сына сменили на Четин.
В возрасте восьми лет поступил в Галатасарайский лицей, во время учёбы Алтан, по своим словам, испытывал одиночество. Затем учился на юридическом факультете Анкарского университета. После окончания университета начал писать. По словам Алтана, он решил стать писателем, а не дипломатом, как хотел его отец, потому что хотел «избежать одиночества».
Публиковал поэмы и рассказы в изданиях «Çınaraltı», «Varlık», «İstanbul» и «Kaynak». Его первая книга «Üçüncü Mevki» вышла в 1946 году. Также работал журналистом, вёл колонки в изданиях «Halkçı», «Tan», «Akşam», «Milliyet», «Yeni Ortam», «Hürriyet», «Güneş» и «Çarşaf».
В 1959 году по предложению Абди Ипекчи стал вести колонку в «Milliyet».
После убийства студента Турана Эмексиза во время разгона полицейскими демонстрации против правящей Демократической партии и государственного переворота, совершённых в Турции в 1960 году, занялся политикой. В 1965 году он был избран членом Великого национального собрания от Рабочей партии.
Был известен своим острым языком. За статьи его более 300 раз пытались привлечь к суду, он трижды арестовывался и дважды сидел в тюрьме. Депутаты от Партии справедливости Сулеймана Демиреля даже избивали его.
В сентябре 2015 года был доставлен в больницу при медицинском факультете университета Фатих после того, как у него были обнаружены хроническая обструктивная болезнь лёгких, дыхательная недостаточность, сепсис, бронхоэктатическая болезнь и пневмония. Четин Алтан умер 22 октября 2015 года в 11:05 по местному времени от дыхательной недостаточности, наступившей вследствие пневмонии и септического шока.
Похоронен 23 октября 2015 года на кладбище Зинджирликую.

### Личная жизнь
Первым браком женился на девушке Кериме, которая была выходцем из Ирака. У Четина и Кериме было трое детей: Ахмет (род. 1950), Мехмет (род. 1953) и дочь Зейнеп (умерла в 1991 году).
В 1969 году Четин Алтан женился второй раз. Его второй женой стала 41-летняя Солмаз Камуран, для неё это тоже был второй брак. Камуран стала редактором Алтана. Незадолго до смерти Четина Алтана супруги развелись.

## Творчество
В своих работах критиковал социально-политическую ситуацию, сложившуюся на тот момент в Турции. Многие его произведения содержат автобиографические элементы.
Ряд его произведений были переведены на французский язык.